# Джой Дивижън
Joy Division е британска пост-пънк банда, сформирана през 1976 г. в Салфорд (Голям Манчестър).
Тя е вдъхновена от изпълнители като Дейвид Бауи, Иги Поп, „Бийтълс“ и „Секс Пистълс“, както и германски краутрок групи. Оставят малко творби за 4-годишната си история, но повлияват на доста други групи като Editors, Interpol U2, Moby, The Cure, John Frusciante.

## История

### Създаване (1976 – 1978)
Бандата води началото си от пролетта на 1976 година, когато китариста Бърнард Съмнър и басиста Питър Хук се запознават и създават група наречена „Stiff Kittens“. Скоро към тях се присъединяват вокалиста Иън Къртис и барабаниста Steve Brotherdale. Прекръстена на „Warsaw“, бандата прави дебюта си на живо през май същата година. След издаването на няколко демо касети Brotherdale напуска бандата и на негово място идва Стивън Морис. Името Joy Division те приемат към края на 1977-а.
През 1978 издават първия си албум An Ideal For Living. Следват Unknown Pleasures 1979 и Closer 1980. An Ideal For Living прави добро впечатление и помага да подпишат с независимия лейбъл „Factory“ на Tony Wilson.

### Unknown Pleasures (1979)
Joy Division записват Unknown Pleasures през 1979 и той получава вниманието на английската публика. Групата прави турне като подгрява Buzzcocks и така членовете могат да напуснат предишните си работи (Иън работи в бюро за работа за хора с психични проблеми). Продуцентът Мартин Хамет, който успява да помогне на бандата да участва в турне и да се появи по телевизията, има участие в определянето на звученето им. Той миксира албума и въпреки желанието на членовете за по-тежкозвучене придава по-атмосферично, мрачно и тъмно усещане. На живо музикантите продължават да свирят по-агресивно и решително. На 16 април 1979 се ражда дъщерята на Иън – Наталия.
По това време вокалът Иън Къртис разбира че страда от епилепсия. Той почва да приема лекарства, но е предупреден за страничните им ефекти като сънливост, кървене на венците и др. Лекарите му препоръчват и да спазва определен режим, който да не включва късно лягане, занимания свързани с ярки и бързо променящи се светлини и резки звуци. Въпреки това Иън не може да изостави групата си и почва да получава гърчове. На няколко пъти получава припадъци и на сцената. Танците му, наподобяващи хипнотични параболи известен като dead fly („мъртъв полет“) също са свързвани от Пол Морли с неговата болест. Това обаче създава и трудности на групата по време на турнетата им в Европа.

### Closer(1980)
Closer се оказва последният албум на групата. Той е записан през март 1980 в Britannia Row Studios. Безсънието и нередовният режим засилват появата на припадъци при Иън. Той се чувства засрамен и объркан и изпада във все по-дълбока депресия. На 7 април той прави опит за самоубийство със свръхдоза фенобарбитал. На следващата вечер музикантите имат концерт в Бъри. Те решават докато Иън се възстановява да пуснат на сцената други двама вокала, които да запълнят времето, като пеят вместо него. Скоро обаче някой в публиката започва да мята бутилки, заместникът бяга, а хората правят бунт.

## Смърт на Иън Къртис
Joy Division получават покана за турне в САЩ. То трябва да започне на 19 май. Иън изразява радост, за да не разочарова колегите си от „Factory“. Той изявява желание да посети някои от близките си преди да пътува към САЩ. Вечерта преди 18 май се прибира у дома си за да поговори с жена си Дебора. Иска да я склони да не подава молба за развод и да остане с него въпреки връзката му с Аник Д'Онор. Тя обаче не се съгласява и излиза. През нощта Иън гледа филма Строшек на Вернер Херцог и слуша албума „The Idiot“ на Иги Поп.
Сутринта той се обесва на въжето от кухненския простор. Открит е същия ден от жена му, когато тя се връща. Има много теории за смъртта и мотивите му за самоубийство, но никоя не е сигурна. Някои отбелязват, че Иън е епилептик и това е основа на много от нещастията му. Същите вярват, че е било въпрос на време и се дължи не само на раздвоението му между неговата жена Дебора и любовницата му Аник Д'Онор, а и на влошаващото се състояние и депресия и трудностите, които изпитва на сцената. Той е кремиран в Макълсфийлд след няколко дни.

## Теми в творчеството
1976 – 1980 е тежко време за английската икономика и това се усеща и в индустриалния център Манчестър. Групата описва тежкото време в което живеят, изолацията; песните са съчетания на тъжните и вдъхновяващи текстове на Иън и музиката на останалите.